# Cryptocephalus gabbari
Cryptocephalus gabbari es una especie de insecto coleóptero de la familia Chrysomelidae.
Fue descrita científicamente en 2005 por Schoeller.